# Amin Chiakha
Amin Chiakha (in arabo أمين شياخة‎?; Copenaghen, 12 marzo 2006) è un calciatore danese naturalizzato algerino, attaccante del Copenaghen e della nazionale algerina.

## Carriera

### Club
È cresciuto nel settore giovanile del Copenaghen, con cui ha debuttato il 22 luglio 2024 nell'incontro di Superligaen vinto 2-0 contro il Lyngby. Ha segnato i suoi primi gol da professionista il 7 novembre seguente realizzando una doppietta nel pareggio per 2-2 contro l'İstanbul Başakşehir in UEFA Conference League.

### Nazionale
Ha giocato nelle nazionali giovanili danesi Under-17, Under-18 ed Under-19.
Ha successivamente scelto di rappresentare l'Algeria, con la cui nazionale maggiore ha esordito il 14 novembre 2024 nell'incontro di qualificazione per la Coppa delle nazioni africane 2025 contro la Guinea Equatoriale.

## Statistiche

### Presenze e reti nei club
Statistiche aggiornate al 19 dicembre 2024
| Stagione        | Squadra         | Campionato      | Campionato | Campionato | Coppe nazionali | Coppe nazionali | Coppe nazionali | Coppe continentali | Coppe continentali | Coppe continentali | Altre coppe | Altre coppe | Altre coppe | Totale | Totale | Totale |
| Stagione        | Squadra         | Comp            | Pres       | Reti       | Comp            | Pres            | Reti            | Comp               | Pres               | Reti               | Comp        | Pres        | Reti        | Pres   | Reti   |        |
| --------------- | --------------- | --------------- | ---------- | ---------- | --------------- | --------------- | --------------- | ------------------ | ------------------ | ------------------ | ----------- | ----------- | ----------- | ------ | ------ | ------ |
| 2024-2025       | Copenaghen      | SL              | 6          | 0          | CD              | 2               | 1               | UECL               | 5                  | 3                  | -           | -           | -           | 13     | 4      |        |
| Totale carriera | Totale carriera | Totale carriera | 6          | 0          |                 | 2               | 1               |                    | 5                  | 3                  |             | -           | -           | 13     | 4      |        |

### Cronologia presenze e reti in nazionale
| Cronologia completa delle presenze e delle reti in nazionale ― Algeria | Cronologia completa delle presenze e delle reti in nazionale ― Algeria | Cronologia completa delle presenze e delle reti in nazionale ― Algeria | Cronologia completa delle presenze e delle reti in nazionale ― Algeria | Cronologia completa delle presenze e delle reti in nazionale ― Algeria | Cronologia completa delle presenze e delle reti in nazionale ― Algeria | Cronologia completa delle presenze e delle reti in nazionale ― Algeria | Cronologia completa delle presenze e delle reti in nazionale ― Algeria |
| Data                                                                   | Città                                                                  | In casa                                                                | Risultato                                                              | Ospiti                                                                 | Competizione                                                           | Reti                                                                   | Note                                                                   |
| ---------------------------------------------------------------------- | ---------------------------------------------------------------------- | ---------------------------------------------------------------------- | ---------------------------------------------------------------------- | ---------------------------------------------------------------------- | ---------------------------------------------------------------------- | ---------------------------------------------------------------------- | ---------------------------------------------------------------------- |
| 14-11-2024                                                             | Malabo                                                                 | Guinea Equatoriale                                                     | 0 – 0                                                                  | Algeria                                                                | Qual. Coppa d'Africa 2025                                              | -                                                                      | 89’                                                                    |
| 25-3-2025                                                              | Tizi Ouzou                                                             | Algeria                                                                | 5 – 1                                                                  | Mozambico                                                              | Qual. Mondiali 2026                                                    | -                                                                      | 84’                                                                    |
| Totale                                                                 |                                                                        | Presenze                                                               | 2                                                                      |                                                                        | Reti                                                                   | 0                                                                      |                                                                        |

## Palmarès
- Campionato danese: 1

Copenhagen: 2024-2025
- Coppa di Danimarca: 1

Copenhagen: 2024-2025